# Camp de prisonniers d'Hämeenlinna
Le camp de prisonniers de Hämeenlinna  (finnois : Hämeenlinnan vankileiri) est un Camp de prisonniers de guerre ouvert à Hämeenlinna en Finlande à la fin de la guerre civile finlandaise.

## Histoire
Le camp est organisé, d'avril à septembre 1918, par les Gardes blancs pour emprisonner les gardes rouges.
Parmi les nombreux camps de prisonniers celui d'Hämeenlinna faisait partie de camps ayant la pire réputation et il était connu particulièrement pour sa discipline très dure.
La mortalité des prisonniers du camp d'Hämeenlinna comme celle du camp de prisonniers de Lappeenranta était d'environ 20% ce qui était le deuxième taux de mortalité le plus élevé après celui du camp de prisonniers de Tammisaari.
Le camp a reçu environ 12 000 gardes rouges, dont 2 464 y sont morts.